# Бадия Павезе
Бадѝя Павѐзе (на италиански: Badia Pavese, на местен диалект: Casèl, Казел) е село и община в Северна Италия, провинция Павия, регион Ломбардия. Разположено е на 55 m надморска височина. Населението на общината е 365 души (към 2017 г.).